# MLB All-Star Game 1951
MLB All-Star Game 1951 – 18. Mecz Gwiazd ligi MLB, który rozegrano 10 lipca 1951 roku na stadionie Briggs Park w Detroit. Mecz zakończył się zwycięstwem National League All-Stars 8–3. Spotkanie obejrzało 52 075 widzów.
W 1951 All-Star Game miał odbyć się na obiekcie klubu z National League i pierwotnie przydzielono organizację tego meczu Filadelfii na stadionie Philadelphia Phillies Shibe Park, jednak z okazji 250. rocznicy założenia Detroit, All-Star Game odbył się w tym mieście. 

## Wyjściowe składy
| National League | National League | National League | National League | American League | American League  | American League | American League |
| #               | Zawodnik        | Klub            | Pozycja         | #               | Zawodnik         | Klub            | Pozycja         |
| --------------- | --------------- | --------------- | --------------- | --------------- | ---------------- | --------------- | --------------- |
| 1               | Richie Ashburn  | Phillies        | CF              | 1               | Dom DiMaggio     | Red Sox         | CF              |
| 2               | Alvin Dark      | Giants          | SS              | 2               | Nellie Fox       | White Sox       | 2B              |
| 3               | Stan Musial     | Cardinals       | LF              | 3               | George Kell      | Tigers          | 3B              |
| 4               | Jackie Robinson | Dodgers         | 2B              | 4               | Ted Williams     | Red Sox         | LF              |
| 5               | Gil Hodges      | Dodgers         | 1B              | 5               | Yogi Berra       | Yankees         | C               |
| 6               | Bob Elliott     | Braves          | 3B              | 6               | Vic Wertz        | Tigers          | RF              |
| 7               | Del Ennis       | Phillies        | RF              | 7               | Ferris Faina     | Athletics       | 1B              |
| 8               | Roy Campanella  | Dodgers         | C               | 8               | Chico Carrasquel | White Sox       | SS              |
| 9               | Robin Roberts   | Phillies        | P               | 9               | Ned Garver       | Browns          | P               |

| National League | 1 | 0 | 0 | 3 | 0 | 2 | 1 | 1 | 0 | 8 | 12 | 1 |
| American League | 0 | 1 | 0 | 0 | 1 | 1 | 0 | 0 | 0 | 3 | 10 | 2 |
| WP: Sal Maglie (1–0) LP: Ed Lopat (0–1) SV: Ewell Blackwell (1) Home runy: NL: Stan Musial (1), Bob Elliott (1), Gil Hodges (1), Ralph Kiner (1) AL: Vic Wertz (1), George Kell (1) |   |   |   |   |   |   |   |   |   |   |    |   |

## Składy
| Miotacze - Ned Garver (1) - Randy Gumpert (1) - Fred Hutchinson (1) - Bob Lemon (4) - Ed Lopat (1) - Connie Marrero (1) - Mel Parnell (2) - Bobby Shantz (1) Łapacze - Yogi Berra (4) - Jim Hegan (4) |  | Wewnątrzpolowi - Chico Carrasquel (1) - Bobby Doerr (9) - Ferris Fain (2) - Nellie Fox (1) - George Kell (5) - Phil Rizzuto (3) - Eddie Robinson (2) - Vern Stephens (8) Zapolowi - Jim Busby (1) - Dom DiMaggio (6) - Joe DiMaggio (13) - Larry Doby (3) - Minnie Miñoso (1) - Vic Wertz (2) - Ted Williams (9) |  | Menadżer - Casey Stengel Trenerzy - Bill Dickey - Tommy Henrich |

| Miotacze - Ewell Blackwell (6) - Larry Jansen (2) - Dutch Leonard (1) - Sal Maglie (1) - Don Newcombe (3) - Robin Roberts (2) - Preacher Roe (4) - Warren Spahn (4) Łapacze - Roy Campanella (3) - Bruce Edwards (2) |  | Wewnątrzpolowi - Alvin Dark (1) - Bob Elliott (7) - Gil Hodges (3) - Willie Jones (2) - Pee Wee Reese (7) - Jackie Robinson (3) - Red Schoendienst (5) Zapolowi - Richie Ashburn (2) - Del Ennis (2) - Ralph Kiner (4) - Stan Musial (8) - Enos Slaughter (8) - Duke Snider (2) - Wally Westlake (1) - Johnny Wyrostek (2) |  | Menadżer - Eddie Sawyer Trenerzy - Benny Bengough - Dusty Cooke - Ralph Perkins |

- W nawiasie podano liczbę powołań do All-Star Game.